# Trioza epiphitatae
Trioza epiphitatae är en insektsart som beskrevs av Caldwell 1944. Trioza epiphitatae ingår i släktet Trioza och familjen spetsbladloppor. Inga underarter finns listade i Catalogue of Life.